# 普氏秧鸡
，是鹤形目秧鸡科的一种鸟类。

## 特征
普氏秧鸡体重约116克，翼长约13.8厘米，喙宽度约3.9毫米，喙厚度约8.5毫米，嘴峰长约49.8毫米，跗蹠长约58.2毫米，尾长约36毫米。普氏秧鸡是留鸟，栖息在开放的林地，它们是食肉动物，主要以鱼类、甲壳动物、软体动物等水生动物为食。它们分布在苏拉威西岛。